# 사라왁주

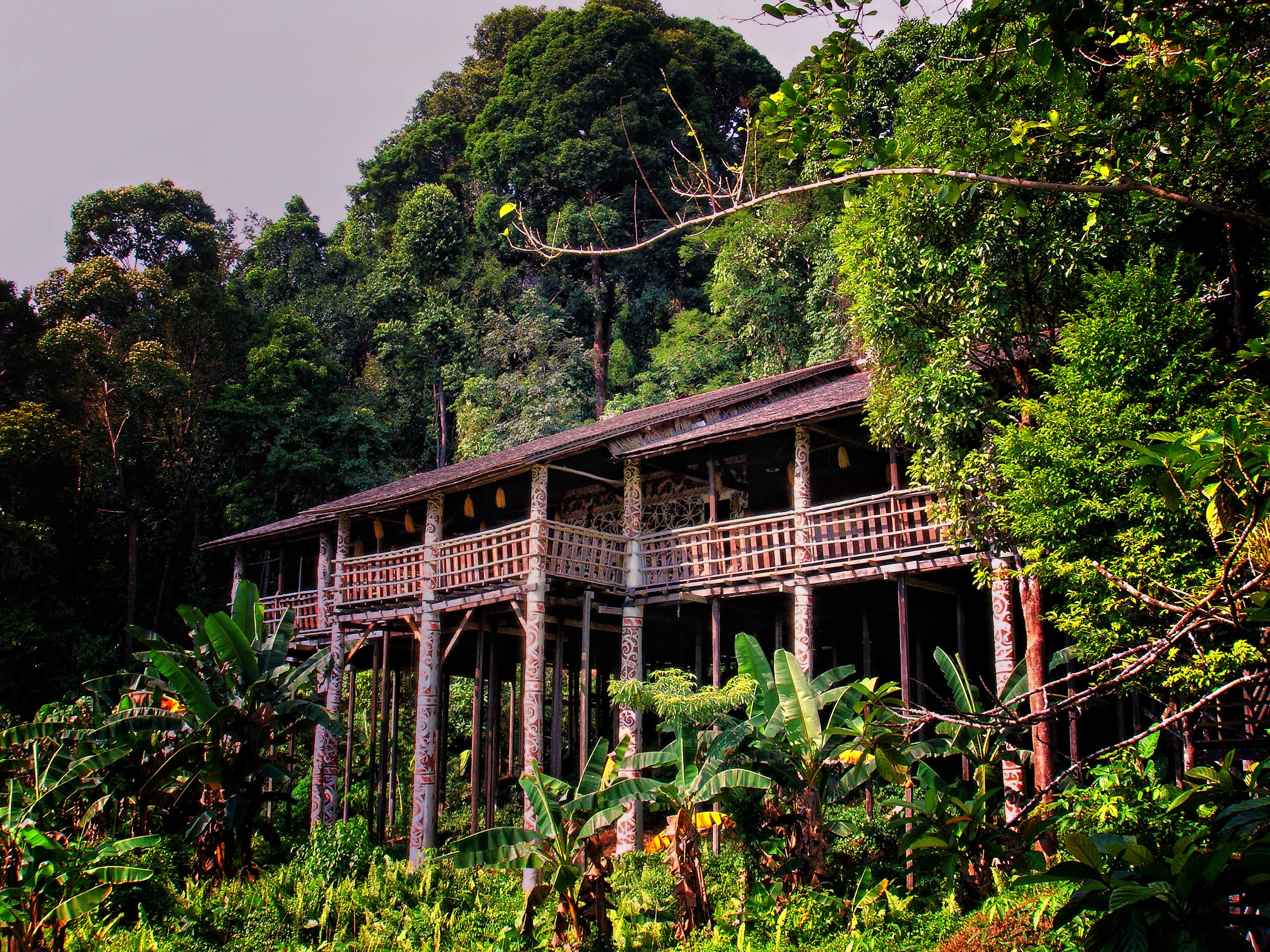

사라왁주(Sarawak)는 말레이시아의 주이며, 말레이시아에서 가장 큰 주이다. 보르네오섬의 서북해안 일대를 차지하며 인도네시아의 칼리만탄과 접한다. 주도는 쿠칭이며 면적은 124,450km2, 인구는 2,500,000명(2007년 기준)이다. 해안부는 습지가 많아 많은 토지가 미개간 상태로 방치되어 있다. 1841년에 해적을 진압한 영국인인 제임스 브룩이 토후국이었던 이곳의 통치자가 되었다. 그 후 영역이 확대되고, 1888년에 영국의 보호령이 되었다가 1963년에 독립하였으며, 비슷한 시기에 말레이시아로 편입되었다. 하지만, 이는 불법적인 합병이라는 논란이 있으며 인도네시아는 이를 승인하지 않고 말레이시아와 영유권 분쟁이 있었다. 주민은 주로 말레이인, 화교, 다야크족 등이 있다.

## 역사
1963년, 북보르네오(사바)와 싱가포르와 함께 말레이 연방으로 통합하여 말레이시아를 결성했다.

## 지리
사라왁주는 말레이시아 국토의 37.5%를 차지한다.
사라왁주는 보르네오섬의 동북쪽 해안선에서부터 750km에 걸쳐 있다. 사라왁주는 보르네오의 중앙 산맥을 기준으로 인도네시아령과 경계해 있다. 쿠칭시와 시부시는 해안에서 조금 들어간 강가의 구릉지대에 있다.

## 비자 문제
사라왁은 현재 특별행정구(SAR)와 같은 자치령이 아닌 엄연한 주이지만, 일부 자치권을 갖고 있으며, 이에 따라 이민법도 본토와는 다르게 돌아간다. 이러한 문제는 본토인과 사라왁인 간의 심각한 갈등 등과 관련이 있는데, 사라왁 정부는 사라왁이 본토에 동화될 것을 우려하여 본토인의 입국을 제한하고 있다. 가령 사라왁인은 본토에 문제없이 갈 수 있지만, 본토인이 사라왁에 들어올 때는 90일 무비자를 받아야 한다. 또한 외국인이라도 본토나 사바에서 받은 무비자로 사라왁에서 체류하는 것은 불법이다. 말레이시아인이라도 현지에서 취직하거나 입학하려면 별도의 비자 신청이 필요하다.
최근 사라왁 정부는 본토인의 입국 제한을 더욱 더 강화했는데, 예전에는 90일 무비자가 만료되기 전에 나갔다가 돌아오면 새로운 90일 무비자를 받았지만, 이제는 기존의 무비자 잔류일 동안만 체류할 수 있다.

## 참고 자료
1. ↑  “유엔 협약 제10760조” (PDF). 2011년 5월 14일에 원본 문서 (PDF)에서 보존된 문서. 2014년 5월 25일에 확인함.